# Баден Чоппі
Баден Чоппі (англ. Baeden Choppy, 14 квітня 1976) — австралійський хокеїст на траві.
Бронзовий призер Олімпійських Ігор 1996 року.
Срібний призер Трофею чемпіонів 1997 року.